# Muro portante
Il muro portante è l'elemento strutturale di un edificio costruito con il sistema dei setti portanti. Si differenzia dal tramezzo, elemento divisorio interno e non portante, e dalla tamponatura, elemento che divide l'interno dall'esterno e che non porta peso. Fino all'avvento della tecnologia del cemento armato ed in genere del tipo strutturale
a telaio, tutte le murature si potevano considerare portanti.

## Il ruolo strutturale
Il muro portante serve a scaricare a terra il peso delle strutture sovrastanti al muro stesso. In base all'entità del carico che deve sostenere, il muro deve essere più o meno spesso. Anche il materiale costitutivo è di fondamentale importanza per stabilire quanto carico si può gravare su un muro.
In condizioni normali il carico, dalla sommità del muro si ripartisce su tutto lo spessore, esercitando una pressione omogenea sulla sezione della struttura. La portanza del muro si misura in kg/cm² o in N/m². 
La portanza di un buon muro non è mai eccezionale: al massimo 8–10 kg/cm², rispetto ai 40 kg/cm² che potrebbe sostenere un muro in blocchi di granito a secco o rispetto ai 60–70 kg/cm² del cemento armato, per non parlare dei 2.200 kg/cm² dell'acciaio. Nonostante ciò, il muro portante di mattoni rappresenta ancora oggi una valida tecnica costruttiva, soprattutto per la realizzazione di abitazioni di modeste dimensioni o di strutture che comunque non superano i tre-quattro piani di altezza. Il muro, infatti, ha un vantaggio evidente rispetto al cemento armato e all'acciaio: una volta realizzato, non c'è bisogno di tamponare la struttura, perché il muro stesso funge anche da protezione verso l'esterno.
Non solo: il muro in mattoni è anche più veloce da montare rispetto al cemento armato, in cui bisogna aspettare il tempo della maturazione (circa 28 giorni).
Il muro, data la sua struttura, non è adatto a portare carichi concentrati come grosse travi: si preferisce, infatti, far appoggiare tutto il solaio sulla lunghezza del muro, evitando proprio di realizzare le travi di cemento: si evita così anche il ponte termico della trave stessa.

## Tipologia
Oltre a quelle già citate (muratura in pietre a secco, in pietre squadrate, in mattoni) esistono altre tecniche di realizzazione di un muro portante:
Il muro a sacco è un muro misto di mattoni e pietrame: è costituito da due muri paralleli tra i quali viene posizionato un agglomerato disomogeneo di pietre e altri materiali duri. È una tecnica per fare muri resistenti ed economici, molto utilizzata nel mondo romano. Gli stessi romani perfezionarono la tecnica del muro a sacco gettandovi all'interno del calcestruzzo, che produce un manufatto ancora più resistente.
- muratura mista è un muro realizzato con diversi materiali alternati per stratificazioni orizzontali. Risulta utilizzato largamente nell'edilizia romana con il nome di opus listatum. Molto diffuso è il muro misto di mattoni in laterizio e pietre squadrate di tufo che offre resistenza e la durabilità, ma le quantità dei due materiali devono essere sapientemente dosate. Esso indica anche un'opera muraria costituita da pietra e mattoni non necessariamente alternati a stratificazioni orizzontali, ma mischiati, spesso in pezzature non molto grandi e regolari. Questo tipo di muratura veniva realizzata per economizzare sui materiali che spesso erano già stati precedentemente utilizzati (materiali di ripiego). Numerosi esempi si hanno nell'edilizia tradizionale.

- muro di calcestruzzo è un muro realizzato con una gettata di cemento all'interno di una cassaforma che viene successivamente rimossa; sono utilizzati come muri di sostegno o impiegati in situazioni strutturali particolarmente gravose.